# 科丽塔·斯科特·金
科丽塔·斯科特·金（英語：Coretta Scott King，1927年4月27日—2006年1月30日），是一位美国作家，活动家。是美国民权运动领袖马丁·路德·金的遗孀。科丽塔·斯科特·金是非洲裔美国人平等的积极倡导者，在20世纪60年代领导了非裔美國人民權運動。

## 生平
科丽塔生于美国阿拉巴马州的一个种植棉花的农民家庭。当她在马萨诸塞州新英格兰音乐学院读书期间认识了正在波士顿攻读神学的马丁·路德·金。两人在1953年6月18日结婚。他们共有四个子女(長女约兰达·金，1955-2007年；長子马丁·路德·金三世，1957年生；次子德克斯特·斯科特·金，1961年-2024年；次女伯尼斯·金，1963年生)，后来都成了民权活动家。
1955年底，在阿拉巴马州蒙哥馬利市，非裔美国人（黑人）妇女羅薩·帕克斯拒绝给白人让座遭到逮捕，而后引发了美国以黑人为主的民权运动。马丁·路德·金成了这场运动的精神领袖，而科丽塔亦投身其中，组织了多场“自由音乐会”，并在1962年出席了在日内瓦召开的十七国裁军会议。1965年在她的丈夫反对越战之前的两年，她就明确表态反战。
1968年马丁·路德·金遇刺身亡，从此之后科丽塔奔走游说使其丈夫的生日成为美国的法定假日。这个努力在1986年里根总统任上得以实现。马丁·路德·金成为继乔治·华盛顿和林肯之后第三个生日成为美国假日的人。
1980年代科丽塔积极参加反对南非种族隔离政策的活动。1986年她远赴南非会见尚在狱中的纳尔逊·曼德拉的妻子温妮·曼德拉，并拒绝会见当时的南非总统博塔。
科丽塔反对死刑，反对美伊战争，支持女权，支持包括同性婚姻在内的同性恋人的权利。她对美伊战争和同性婚姻的立场遭到很多保守派人士的反对。
2005年开始，科丽塔因心脏病和中风而数次住进医院。2006年1月30日在一个位于墨西哥的康复中心病逝，当时她正在那里接受中风和卵巢癌的整体论治疗。那个诊所从事替代医学医疗诊务，并没有其施行的外科手术、X射线、化验等治疗手段的执照。在科丽塔去世后，当地的医疗部门查封了这家诊所。
2006年2月7日，有一万七千人参加了长达6个小时的科丽塔的葬礼。葬礼在科丽塔的女儿做长老的一家佐治亚州的教堂里举行。当时美国的卸任和在职总统及其夫人们，除了杰拉尔德·福特及老布什的夫人芭芭拉·布什之外，都参加了科丽塔的葬礼。葬礼上一些致词提到科丽塔反对伊拉克战争的立场，得到全场起立鼓掌，事后受到争议。